# АНСА
АНСА (итал. Agenzia Nazionale Stampa Associata, ANSA) — итальянское национальное информационное агентство, действующее с 1945 года.

## История
Создано вместо упразднённого информационного агентства Стефани с целью сбора, публикации и распространения журналистской информации. Владельцами агентства являются издатели 36 крупнейших газет Италии, управление ведётся на кооперативной основе.
Штаб-квартира агентства располагается в Риме, оно располагает 22 корпунктами в Италии и 73 зарубежными представительствами на 5 континентах. Сотрудничает с другими ведущими информационными агентствами, включая «Франс-Пресс», «Рейтер» и UPI, для которых является эксклюзивным представителем в Италии. В октябре 2024 года агентство подписало соглашение о сотрудничестве с информационным агентством Парагвая «IP». Новостные бюллетени АНСА , помимо итальянского, публикуются также на английском, испанском и французском языках.
АНСА активно использует новые средства информации. В 1996 году оно стало первым информационным агентством в Италии, применяющим рассылку новостей через сообщения SMS, с распространением Интернета развернуло публикацию сетевых аудио- и видеоматериалов, а с 2019 года ввело сервис подкастов по новостным темам, экономике, культуре и спорту. В 2002 году основана служба ANSAWeb, а в 2003 году — дочернее агентство ANSAMed, специализирующееся на новостях стран Средиземноморья.